# Assassin's Creed: Bloodlines
Assassin's Creed: Bloodlines es un videojuego desarrollado por Griptonite Games y distribuido por Ubisoft en exclusiva para la videoconsola PlayStation Portable.
Trata de las aventuras de Altaïr, que prosiguen desde la última vez que apareció en el volumen anterior Assassin's Creed. El videojuego se lanzó en noviembre de 2009 y se publicó en PlayStation Store el 17 de noviembre de 2009.

## Argumento
Assassin's Creed: Bloodlines tiene lugar un mes después de los acontecimientos del primer volumen, en otoño de 1191. El juego se centrará en gran medida en dos de las ciudades de la isla de Chipre, Lemesos y Kyrenia, donde los jugadores volverán a asumir el papel de Altaïr, el personaje original en Assassin's Creed.
Altaïr ha viajado a Chipre desde Tierra Santa (el escenario del primer juego) con el fin de averiguar por qué los templarios se reúnen allí, y para asesinar al último de ellos. Bloodlines incluye más tiempo con María Thorpe, la mujer templaria que fue salvada por Altaïr en Assassin's Creed.
El antagonista es Armand Bouchart, que se ha convertido en el Gran Maestre de la Orden del Temple. Él busca el fruto del Edén, que permite al usuario controlar las mentes de las personas y llevar a cabo las órdenes de quien lo posee. Altaïr tiene que asesinar a Armand y a otros líderes templarios notables como Fredric el Rojo, Moloch El Toro, La Bruja, Shalim y Shaham.
Al final de cada bloque de memoria se ve a Altaïr hablando y escribiendo en un libro. Este libro es el códice de Assassin´s Creed II.

## Jugabilidad
En Assassin's Creed: Bloodlines también deben ser cumplidas misiones secundarias que encomiendan los integrantes de la resistencia contra los templarios. También se puede adquirir mejoras con monedas de bronce templarias en el menú de memoria, desbloquear logros y buscar monedas templarias de plata y oro en los distritos de las ciudades. Siempre son 6 monedas en total por cada zona o distrito, 5 de plata y 1 de oro.

## Conectividad
En el menú de mejoras se pueden realizar transferencias de dinero, mejoras y armas al juego Assassin's Creed II. Esta transferencia puede ser utilizada durante el juego para comprar armaduras y armas, entre muchas otras cosas.